# Windows Internet Explorer 7
Windows Internet Explorer 7 (IE 7) è la settima versione stabile del web browser di Microsoft, distribuita nel 2006, cinque anni dopo la distribuzione di Internet Explorer 6. IE 7 è stato sostituito da Internet Explorer 8 nel 2009.

## Panoramica
A partire dalla versione 7, Internet Explorer viene rinominato Windows Internet Explorer come parte di un rinnovo dei marchi per i componenti inclusi in Windows. È incluso in Windows Vista e Windows Server 2008 ed è disponibile come download separato per Windows XP SP2 e Windows Server 2003 SP1 e SP2. Le parti fondamentali dell'architettura, compreso il motore e la struttura di rappresentazione di sicurezza, sono state migliorate significativamente. A differenza delle versioni precedenti diventa un'applicazione stand-alone non più integrata nella shell di Windows.
In Windows Vista IE lavora in una modalità protetta che esegue il browser in una sandbox che non ha accesso al resto del sistema operativo, eccetto alla cartella dei file temporanei.
Le versioni per XP e Vista beneficiano di un aggiornamento della WinInet API. La nuova versione permette l'uso IPv6 ed include anche un migliore supporto per la compressione gzip e deflate. L'8 ottobre 2007 Microsoft rimuove il Windows Genuine Advantage rendendo il software disponibile a tutte le versioni di Windows.

## Storia
Il 25 febbraio 2005 Bill Gates annuncia che la nuova versione verrà distribuita alla RSA Conference 2005. La prima versione beta viene distribuita il 27 luglio 2005 per test tecnico e una versione beta pubblica (beta 2 preview) viene distribuita il 31 gennaio 2006. La versione finale viene distribuita il 18 ottobre 2006.
Nel dicembre 2007 Microsoft annuncia che IE 7 non sarà incluso nel Service Pack 3 di Windows XP.

## Supporto agli standard
Internet Explorer 7 offre il supporto a HTML 4.01, CSS livello 1, VML, VBScript, XML e Document Object ModelDOM livello 1. Offre anche (con supporto limitato) CSS livello 2, XHTML e DOM livello 2. Supporta inoltre vari formati di immagine, tra i quali BMP, GIF, JPEG e parzialmente PNG. La versione 7 aumenta il supporto al formato PNG e al CSS livello 2.

## Cambiamenti
- Il browser non è più integrato nella shell del sistema operativo, ma è un'applicazione a sé stante per una maggiore sicurezza. IE7 non è più in grado di fare da file browser e viceversa esplora risorse non è in grado di fare da web browser: se in IE7 si digita il percorso di un file locale del proprio hard disk, quello non sarà più aperto da IE7 ma verrà aperto da esplora risorse e viceversa un sito web digitato in esplora risorse verrà aperto utilizzando IE7.
- Navigazione a schede (tabbed browsing), funzionalità presente da tempo su altri browser e che era stata fino a poco tempo prima considerata inutile dalla stessa Microsoft (che però l'aveva resa disponibile su IE6 tramite plug-in MSN). I tab si possono anche riordinare mediante trascinamento. Si può decidere di ripristinare all'apertura del browser i tab lasciati aperti. Inoltre si possono impostare quante schede aprire con i relativi indirizzi quando si avvia Internet explorer.
- Maggiore sicurezza grazie a un nuovo motore di gestione degli URL che assicura un parsing più sicuro e affidabile, un filtro Anti-Phishing integrato ed all'esecuzione del browser in modalità protetta (quest'ultima feature è presente solo in Windows Vista).
- Sono stati corretti i bug noti relativi agli standard Web e migliorato il supporto di HTML 4.01, DOM level 2 e CSS 2.1 (:hover sui vari elementi, !important, ecc.).
- Supporto al canale alfa delle immagini PNG, che ne consente la trasparenza nelle pagine web con una tecnica più sofisticata rispetto a quella utilizzata dalle immagini GIF.
- Internationalized Domain Names (IDN) per gli URL con caratteri internazionali multilingua. C'è anche un controllo avanzato dei caratteri Anti-Spoofing che serve a mitigare gli attacchi omografi che sfruttano cioè la somiglianza grafica di caratteri appartenenti ad alfabeti diversi per trarre in inganno l'utente (quando un URL con caratteri mischiati è individuato, viene mostrato il corrispondente Punycode URL).
- Quick Tabs (anteprima dei tab) permettono di vedere e gestire le pagine aperte nei tab, con una vista a miniatura (thumbnails) in un'unica finestra.
- Tab Groups permette di raggruppare le schede e salvarle in categorie in modo da poter aprire in un colpo solo più pagine contemporaneamente.
- Page Zoom (o ingrandimento della pagina) che permette agli utenti di zoommare il testo e la grafica delle pagine web mantenendo un'elevata qualità di visualizzazione.
- ActiveX opzionali per dare agli utenti più sicurezza la maggior parte dei controlli ActiveX (anche quelli che sono già installati sulla macchina) saranno disabilitati di default nell'area Internet. Gli utenti potranno comunque riabilitarli su necessità. Solo gli ActiveX firmati digitalmente possono essere installati ed eseguiti.
- Modalità protetta (presente solo in Windows Vista) blocca l'accesso in scrittura al di fuori della cartella dei file temporanei e fa operare IE7 in una specie di sandbox. In questo modo un eventuale malware non potrà installarsi e nemmeno una falla di sicurezza nel browser potrà intaccare il sistema scrivendo o modificando file al di fuori della cartella dei file temporanei. Solo le operazioni che richiedono interazioni con l'utente, come il salvataggio di un file tramite la finestra di dialogo, potranno essere autorizzate a scrivere al di fuori della cartella dei file temporanei.
- SSLv3 e TSLv1 sono i protocolli sicuri HTTPS adottati di default da IE7 per stabilire connessioni protette.
- Miglioramenti nella gestione della cache e nella decompressione dei contenuti che consentono una maggiore velocità nel caricamento delle pagine web. La nuova cache ha anche delle euristiche migliori per essere più robusta contro le corruzioni dell'indice.
- Supporto degli RSS feeds con lettore integrato. Per ciascun feed è possibile specificare quando deve essere aggiornato automaticamente (minuti, ore, giorni e settimane). Viene supportata anche la funzione di autodiscovery degli RSS nelle pagine web.
- Nelle opzioni è presente un nuovo pulsante che permette di cancellare con un unico comando i file temporanei internet, i cookies, la cronologia, il completamento automatico e le password.
- La nuova barra degli indirizzi ha nuove icone che indicano il tipo di connessione protetta SSL e ci sono colori di sfondo diversi a seconda del tipo di protezione SSL e dell'affidabilità decisa dal filtro antiphishing.
- Unico pulsante Refresh/Go: quando l'URL cambia il pulsante si trasforma da Refresh a Go e quando si preme Go (o Invio) si trasforma da Go a Refresh. Lo spazio occupato dalle barre degli strumenti in IE7 è ottimizzato, lasciando quindi più spazio per le pagine web. I pulsanti Avanti/Indietro hanno accanto una piccola freccia verso il basso che apre un menu a discesa per accedere velocemente alle pagine visitate precedentemente.
- Sono state migliorate le possibilità per gli sviluppatori di software di estendere le funzionalità del browser con estensioni usando anche linguaggi come Visual Basic, C++, Borland Delphi, C# o un qualsiasi linguaggio .NET Framework.
- Protezione barra indirizzi e barra di stato evita che un sito web la possa nascondere celando la propria identità. Inoltre le finestre di dialogo modali (che richiedono interazione con l'utente) vengono mostrate in primo piano solo quando è selezionato il tab che ha effettivamente generato quella finestra di dialogo (il tab nel frattempo viene colorato di arancione, per attirare l'attenzione dell'utente).
- IE7 si avvale della tecnologia Cleartype per una migliore leggibilità delle pagine HTML. È quindi possibile abilitare il ClearType su IE7, indipendentemente dalle impostazioni del sistema operativo.
- Migliorata la funzione di stampa e anteprima delle pagine.
- Possibilità di amministrare tutte le impostazioni del browser attraverso i Criteri di Gruppo (group policy) di Windows
- Fix My Settings controlla, ad ogni avvio e ad ogni modifica delle impostazioni del browser, che sia sempre garantito un livello di sicurezza accettabile e avverte in caso di problemi. È possibile anche far correggere automaticamente le impostazioni.
- Sono stati rimossi alcune caratteristiche obsolete: il protocollo Gopher, Telnet, Channel Definition Format (CDF) o canali, gli Scriptlets, DirectAnimation, XBM, DHTML Editing Control, ecc.
- No Add-ons consente di caricare IE7 senza le estensioni installate.
- Selezione del testo intelligente.
- Livello di cifratura in IE7 di Windows Vista: 256-bit.
- Cross-Domain Barriers evita che gli script presenti su una pagina web possano interagire con il contenuto presente su altri siti o finestre.
- Parental Control (presente solo in Windows Vista) permette all'amministratore di controllare quali siti i bambini possono visitare.
- Lettore di documenti XPS integrato (richiede Microsoft .NET Framework 3.0).

## Versioni
Versione di test
| Versione           | Versione estesa | Pubblicato il | Nuove funzionalità | Fornito con                | Supporta                                                        |
| ------------------ | --------------- | ------------- | --- | -------------------------- | --------------------------------------------------------------- |
| 7.0 beta 1         |                 | 27/07/05      | Supporto del canale alpha PNG; correzione bug CSS; navigazione a schede; supporto ai certificati SSL EV; filtro anti-phishing. | Windows Vista beta 1       |                                                                 |
| 7.0 beta 2 Preview |                 | 31/01/06      | Altre correzioni CSS; integrazione della piattaforma per i feed Web; nuova GUI; schede rapide.                                 |                            |                                                                 |
| 7.0 beta 2         |                 | 24/04/06      | Altre correzioni CSS; correzioni a compatibilità applicazioni.                                                                 |                            |                                                                 |
| 7.0 beta 3         |                 | 29/06/06      | Correzione problemi di rendering per i CSS.                                                                                    |                            |                                                                 |
| 7.0 RC1            |                 | 24/08/06      | Miglioramenti in prestazioni, stabilità, sicurezza e compatibilità applicazioni; ultime correzioni CSS.                        |                            |                                                                 |
| 7.0                |                 | 18/10/06      | | Windows Vista, Server 2008 | Windows XP SP2 e SP3, Server 2003 SP1 e SP2, Vista, Server 2008 |

### Aggiornamenti
- 7.00.5730.1100
- 7.00.6000.16386
- 7.00.6000.16441